# Ordekleding
Ordekleding verwijst naar de kostuums die in het verleden door een groot aantal ridderorden gedragen werd op hun bijeenkomsten en kapittels. Ook bij kroningen en plechtigheden van de staat droegen de ridders als Ordekleding schitterende gewaden, meestal ging het om een met de ster of het kruis van de Orde geborduurde zijden mantel die met zijde in een andere kleur was gevoerd, en een satijnen of fluwelen hoed met een kostbare aigrette met struisvogelveren. Daaronder werd de onderkleding gedragen.
Veel orden schreven ook de vorm en kleur van de broek, de schoenen of laarzen, tuniek en handschoenen voor. Een sabel en bandelier maakten het geheel compleet. Over de mantel werd vaak, maar niet door alle graden van een orde, een kostbare ordeketen gehangen die met satijnen strikken op de schouder werd vastgelegd.
Veel van de damesorden hebben geen ordekleding gekend. Opvallende uitzondering was de Habsburgse Orde van de Slavinnen van de Deugd en de Russische Orde van de Heilige Catharina met een kostbaar kostuum.
Tot in het begin van de 19e eeuw kreeg iedere orde zijn ordekleding maar in het zuinige Koninkrijk der Nederlanden werd daarvan afgeweken. De in 1815 ingestelde Militaire Willems-Orde en de Orde van de Nederlandse Leeuw bezaten geen eigen kostuum. De Orde van de Unie van het Koninkrijk Holland had dat wél.
In de 19e eeuw werd de Ordekleding steeds vaker achterwege gelaten. Veel nieuwe ridderorden kregen geen voorgeschreven kostuums en bij bijvoorbeeld de Orde van het Gulden Vlies werd de rode mantel van de Orde na 1852 alleen nog op portretten door de Grootmeester zelf gedragen. Franz Josef had de ordekleding van alle Oostenrijkse, Lombardisch-Venetiaanse en Hongaarse orden in dat jaar afgeschaft.
In het Verenigd Koninkrijk bleef de ordekleding tot in de Tweede Wereldoorlog in gebruik en in Roemenië en Duitsland breiden de prachtlievende monarchen hun ordekleding nog uit. De mantels en ketens van de Hoge Orde van de Zwarte Adelaar werden na eeuwen vergeten te zijn geweest door Wilhelm II van Duitsland en zijn hof weer geregeld gedragen.
De Tweede Wereldoorlog bracht een kentering, het dragen van de mantel van de Orde van de Kousenband boven een uniform of jacquet beviel koning George VI zo goed dat de onderkleding sindsdien alleen nog door de vier ridders van de Kousenband die de kazuifel boven het hoofd van de pas gekroonde Britse koning of koningin dragen, wordt gedragen.
Bij de zes "grote" Britse ridderorden en de Orden van Sint Jan in Duitsland, Zweden, Nederland en Engeland worden de mantels van de Orde nog gedragen. Dat geldt ook voor de Orde van Malta, De Duitse Orde, Orde van het Heilig Graf en de Heilige Militaire Constantijnse Orde van Sint-Joris.
Ook de meer omstreden Orden en "Pseudo-orden", gezelschappen die een Ridderorde willen zijn, dragen graag fantasievolle en felgekleurde mantels en hoeden op hun bijeenkomsten.

## Afbeeldingen van ordekleding

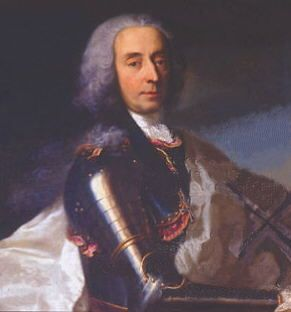
Graaf van Wassenaer-Obdam in de mantel van de Duitse Orde.
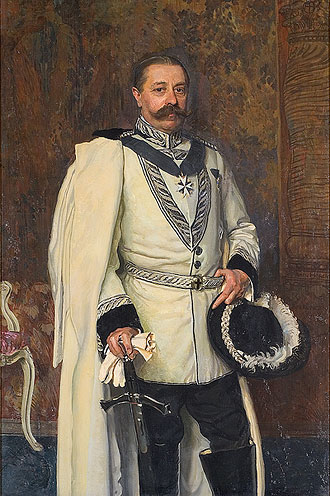
Graaf van Aldenburg Bentinck in het uniform van de Duitse Orde.
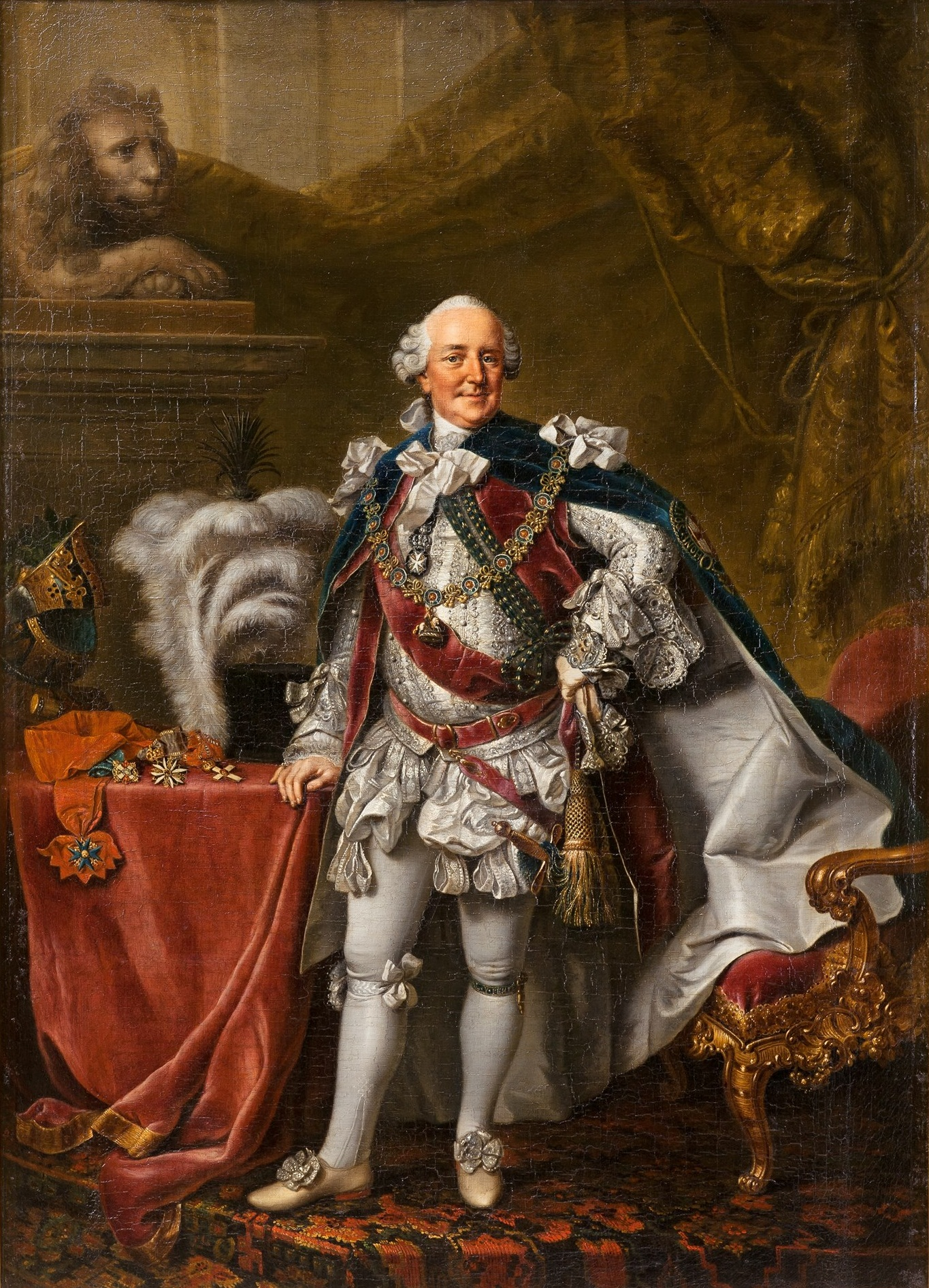
Ferdinand, hertog van Brunswijk in het kostuum van de Orde van de Kousenband.
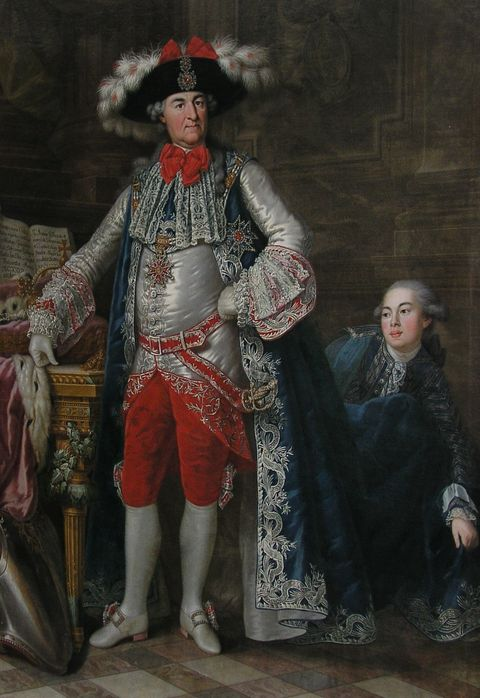
Een portret van Carl Theodor keurvorst van Beieren in de kleding van de Huisridderorde van de Heilige Georg
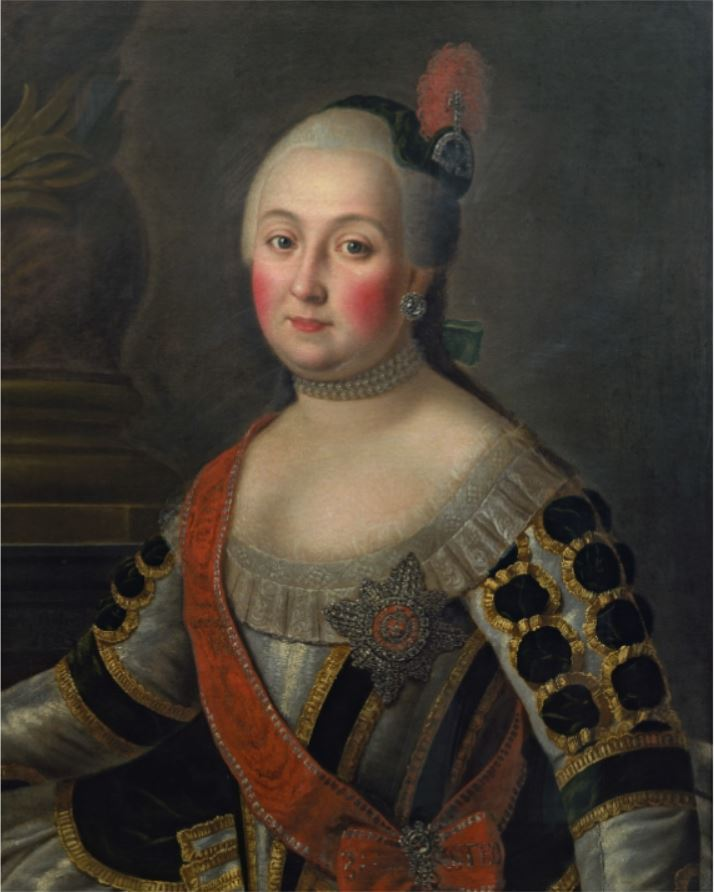
Anna Vorontsova draagt de ordekleding van de Orde van de Heilige Catharina
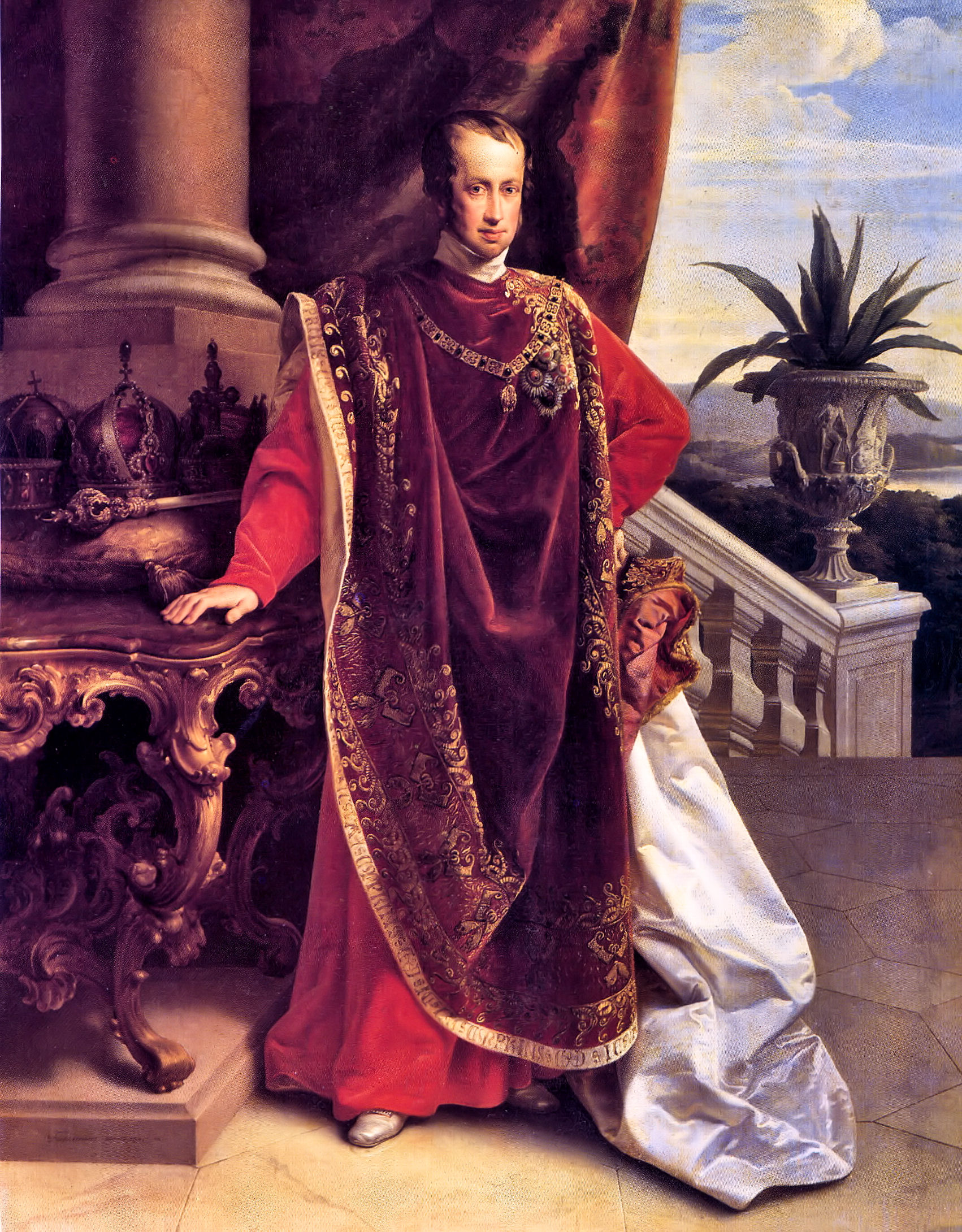
Ferdinand I in de mantel van de Orde van het Gulden Vlies
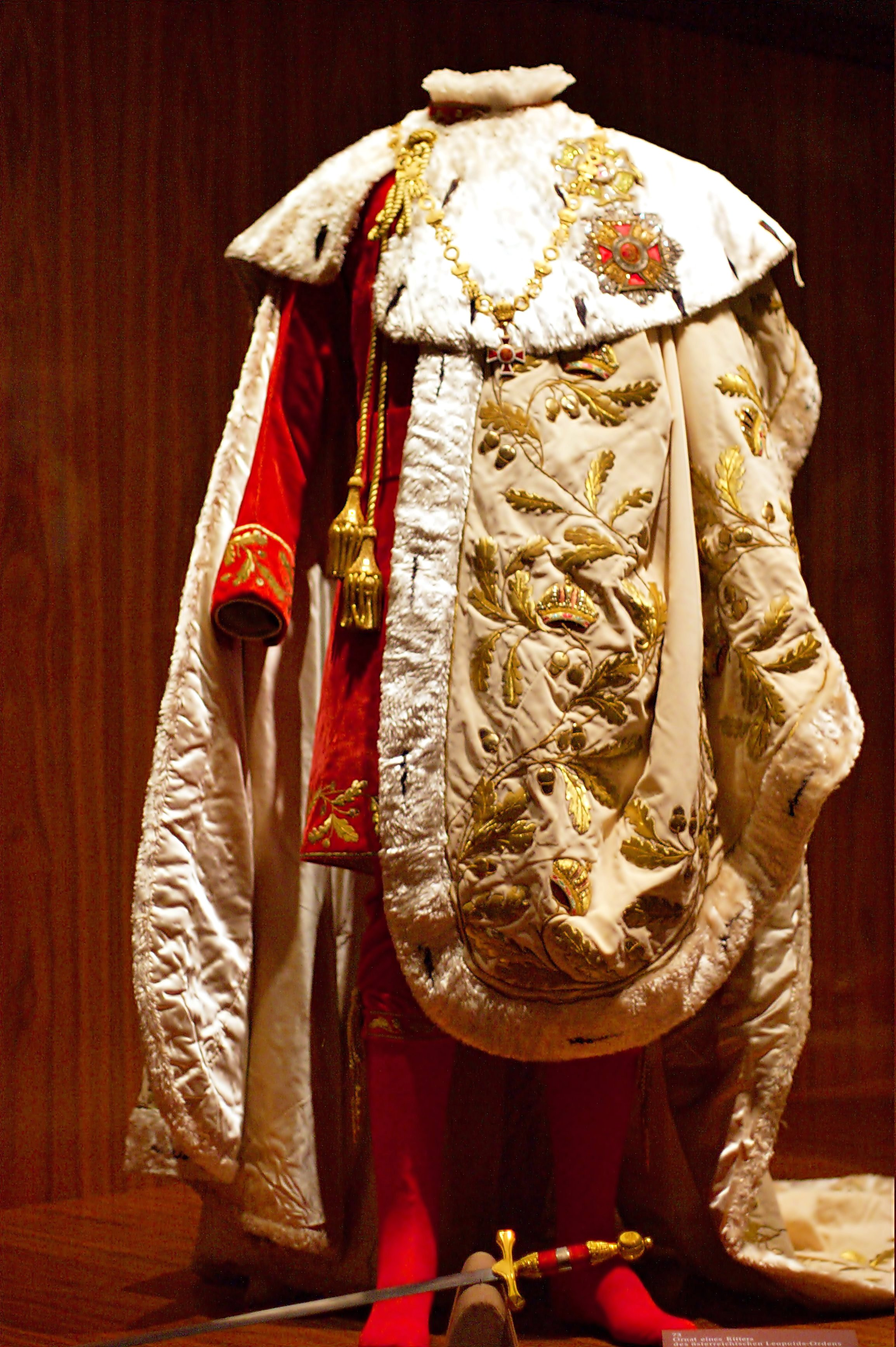
Ordedracht van de Oostenrijkse Leopoldsorde
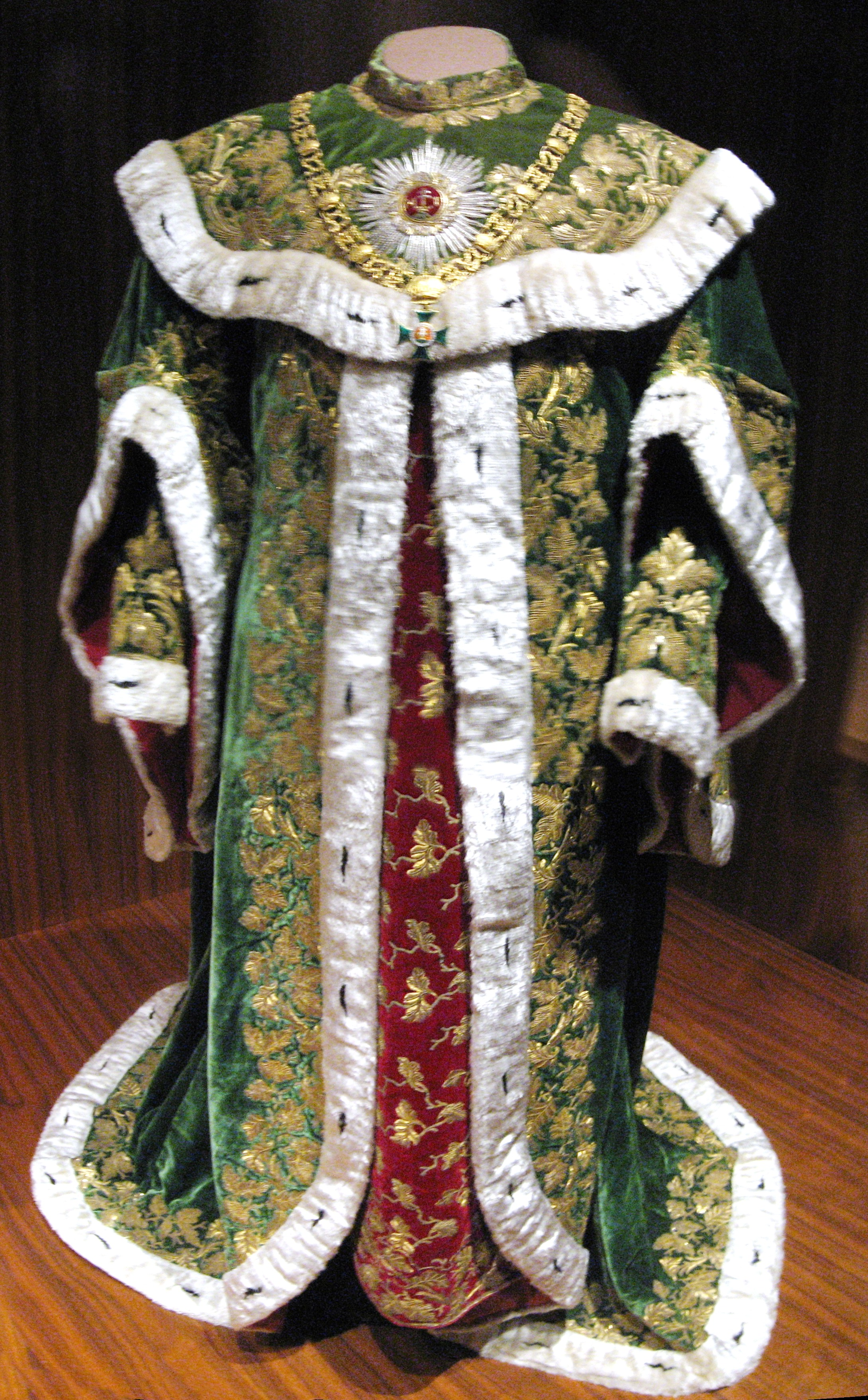
Ordedracht van de Orde van Sint-Stefanus
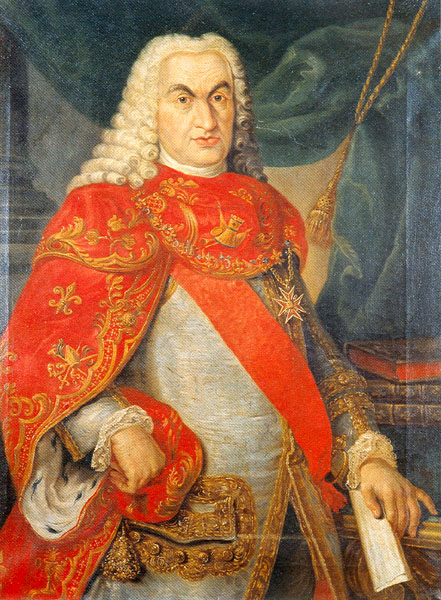
Bernardo Tannuci in de ordedracht van de Orde van Sint-Januarius
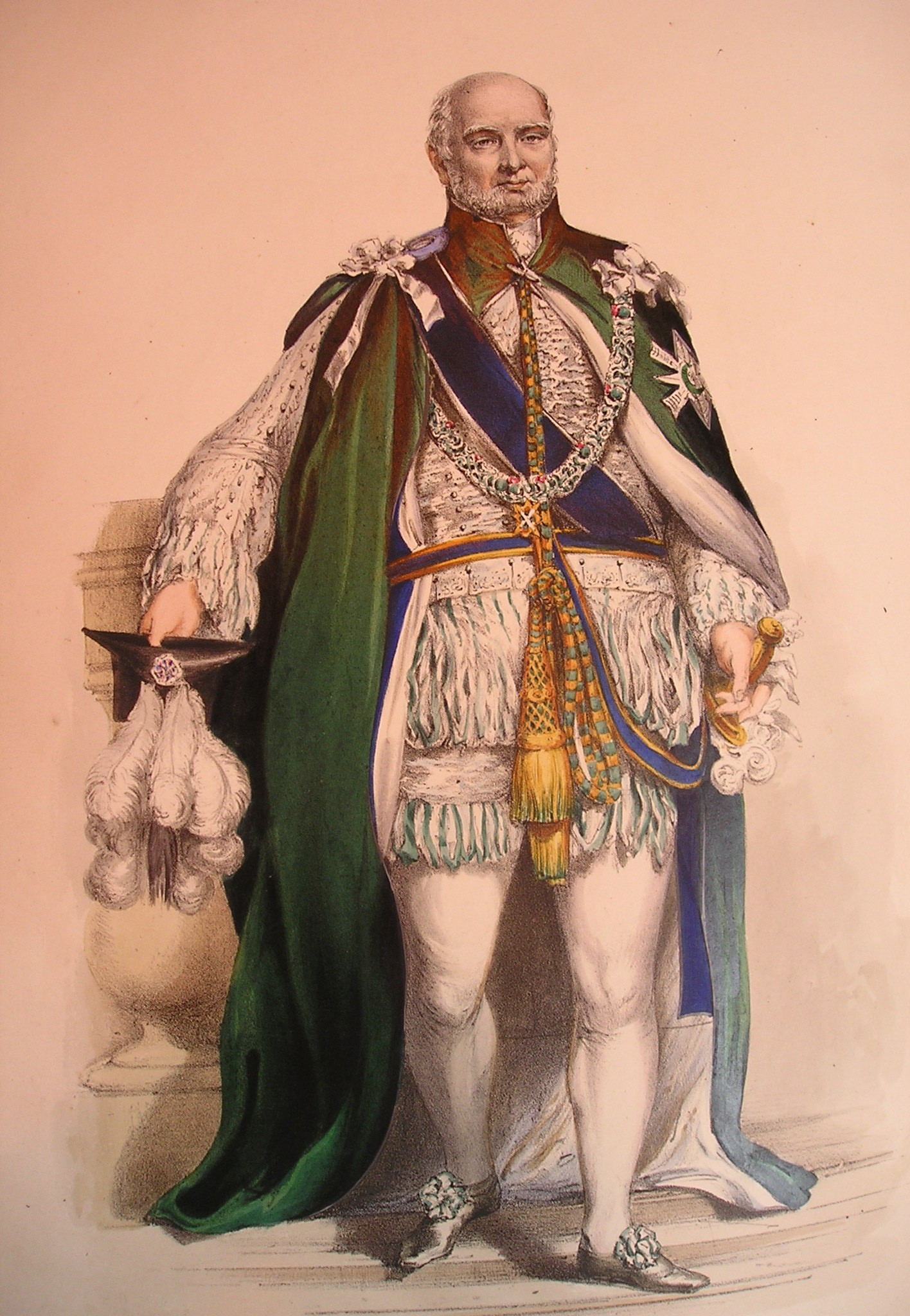
Het kostuum van de Orde van de Distel.
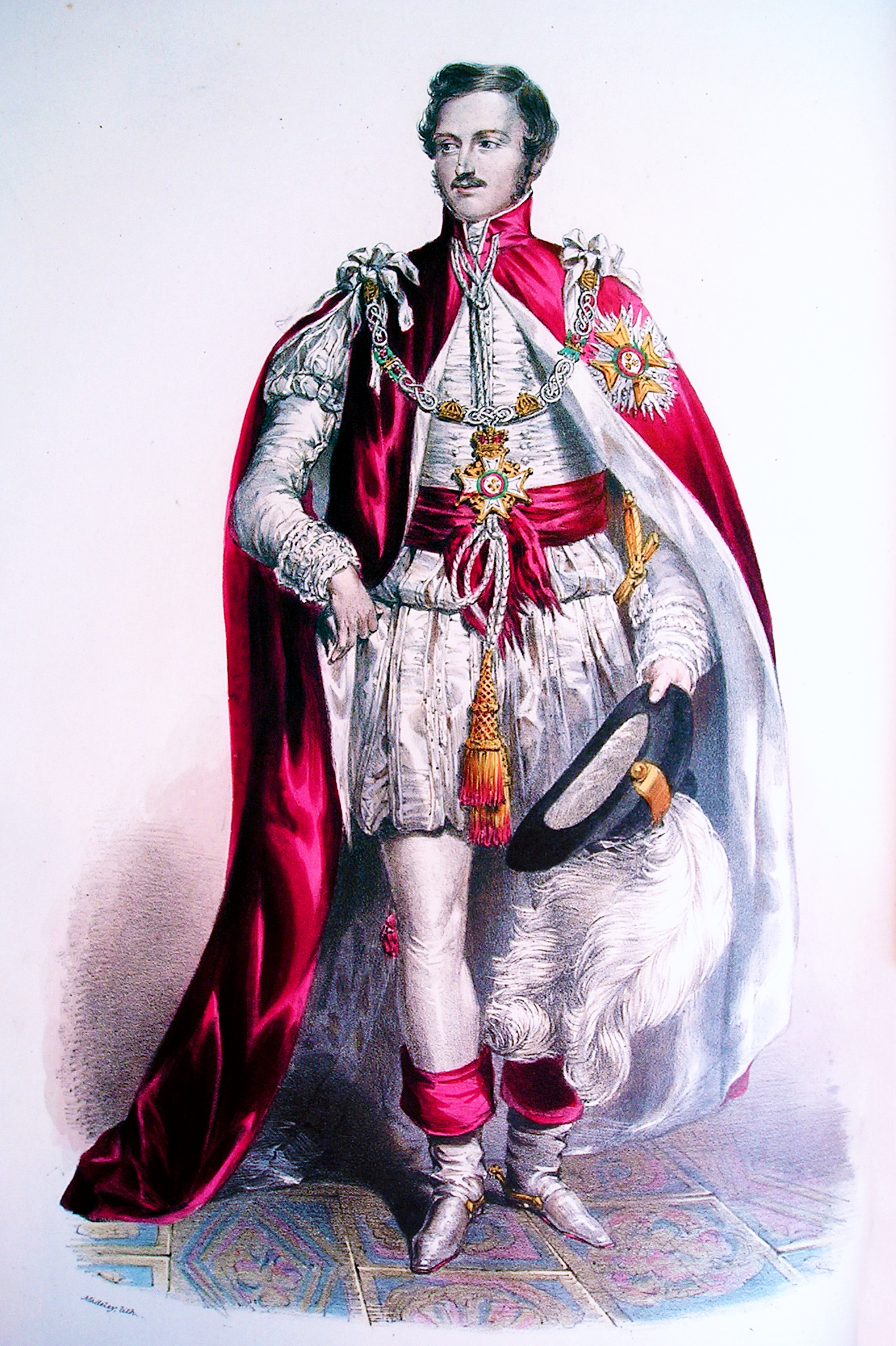
De Ordekleding van de Orde van het Bad.
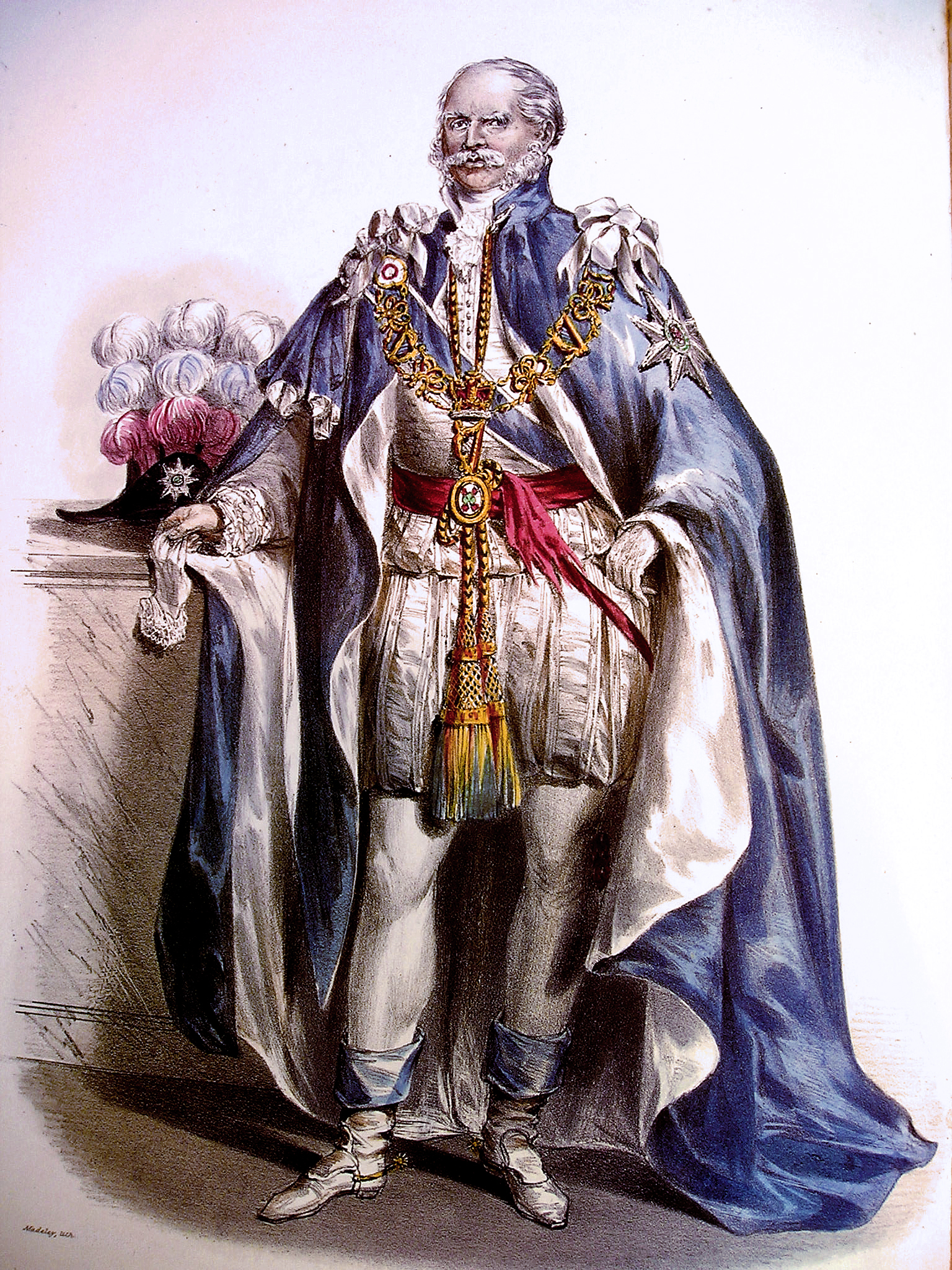
Ernst August I van Hannover in de mantel en onderkleding van de Orde van Sint Patrick
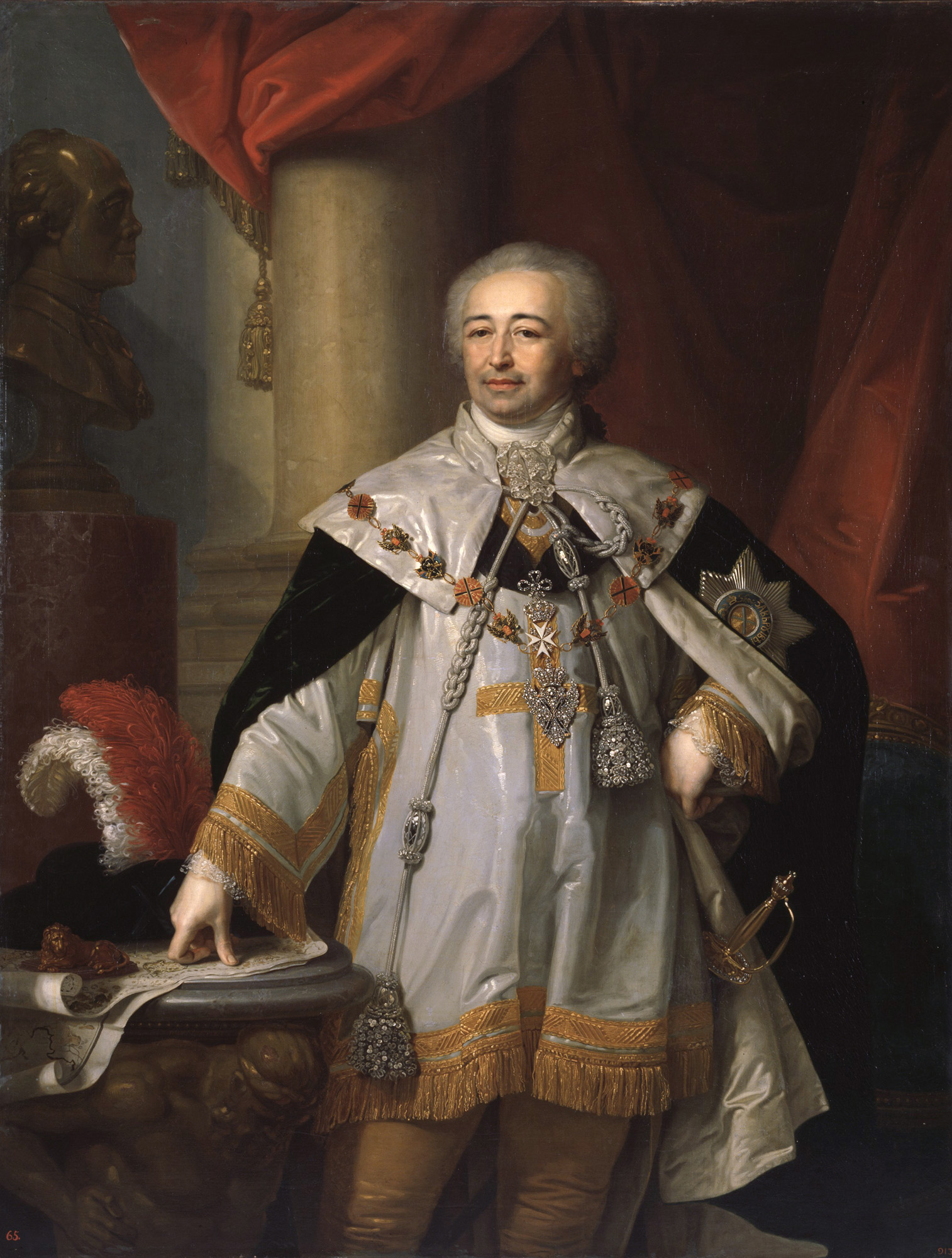
Vladimir Borovikovsky in een bijzonder kostbaar uitgevoerd kostuum van de Russische Orde van Sint-Andreas.
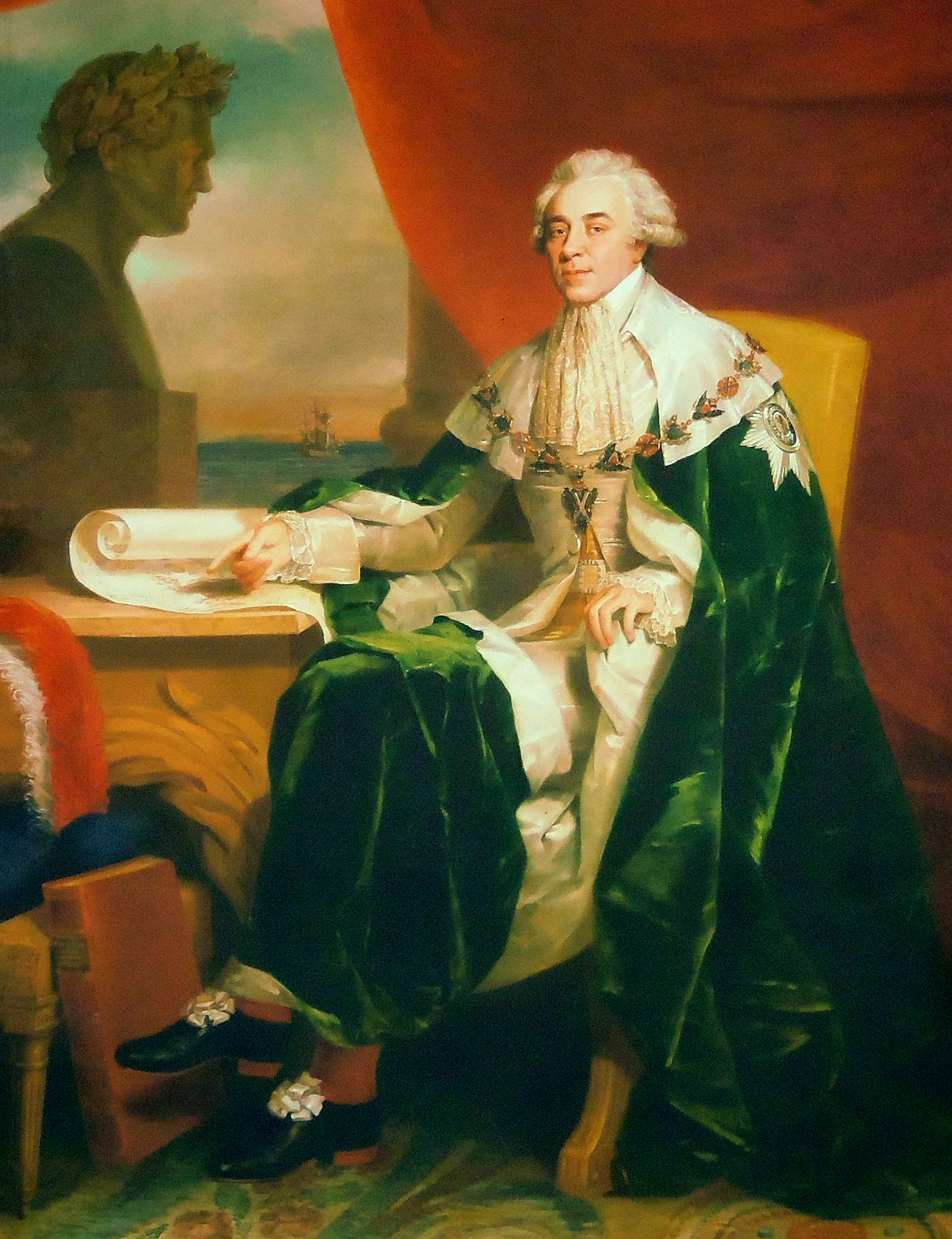
Kanselier Nicholas Rumyantsev in het kostuum van de Russische Orde van Sint-Andreas.
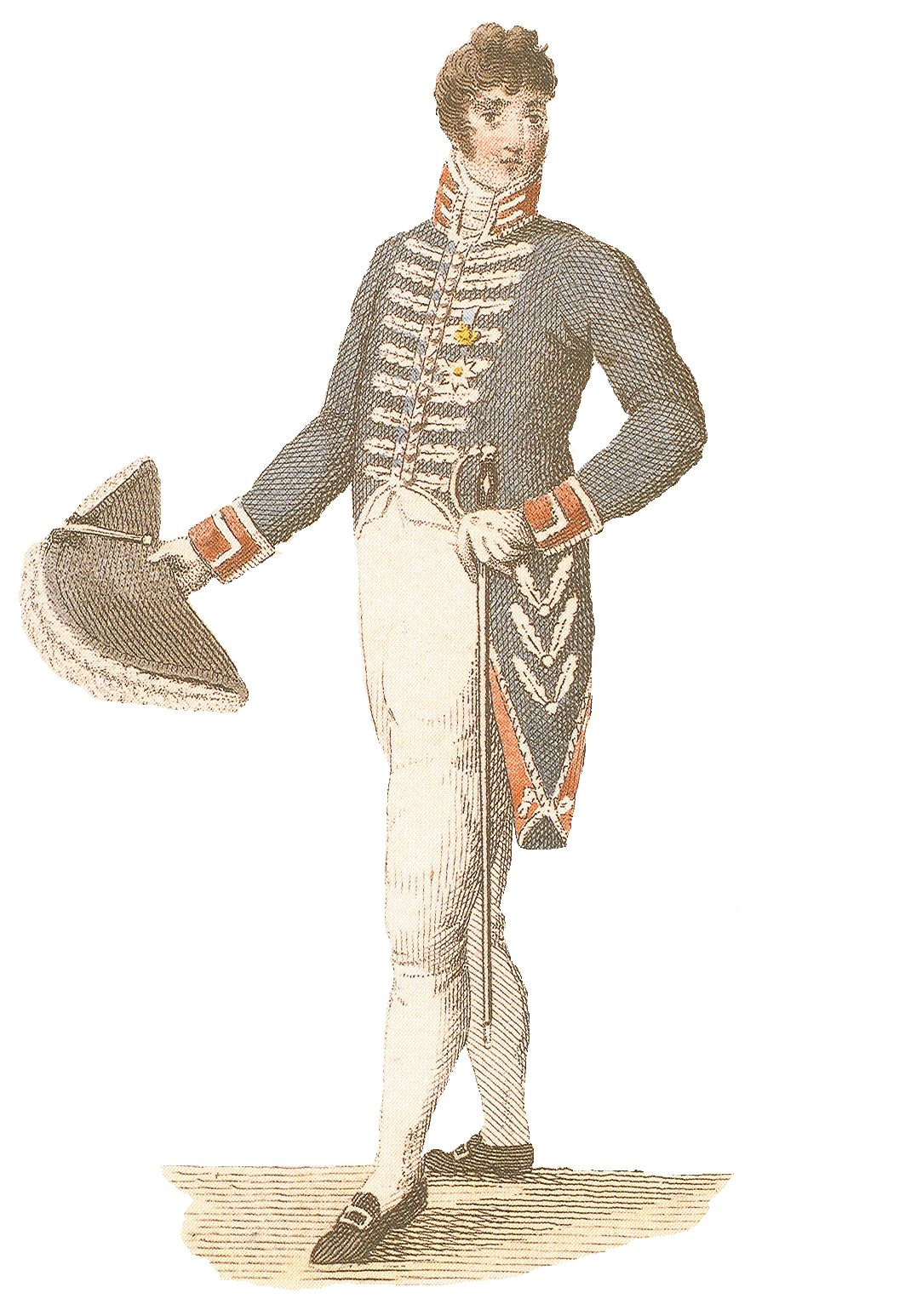
De ordekleding van de Orde van de Unie in het Koninkrijk Holland.
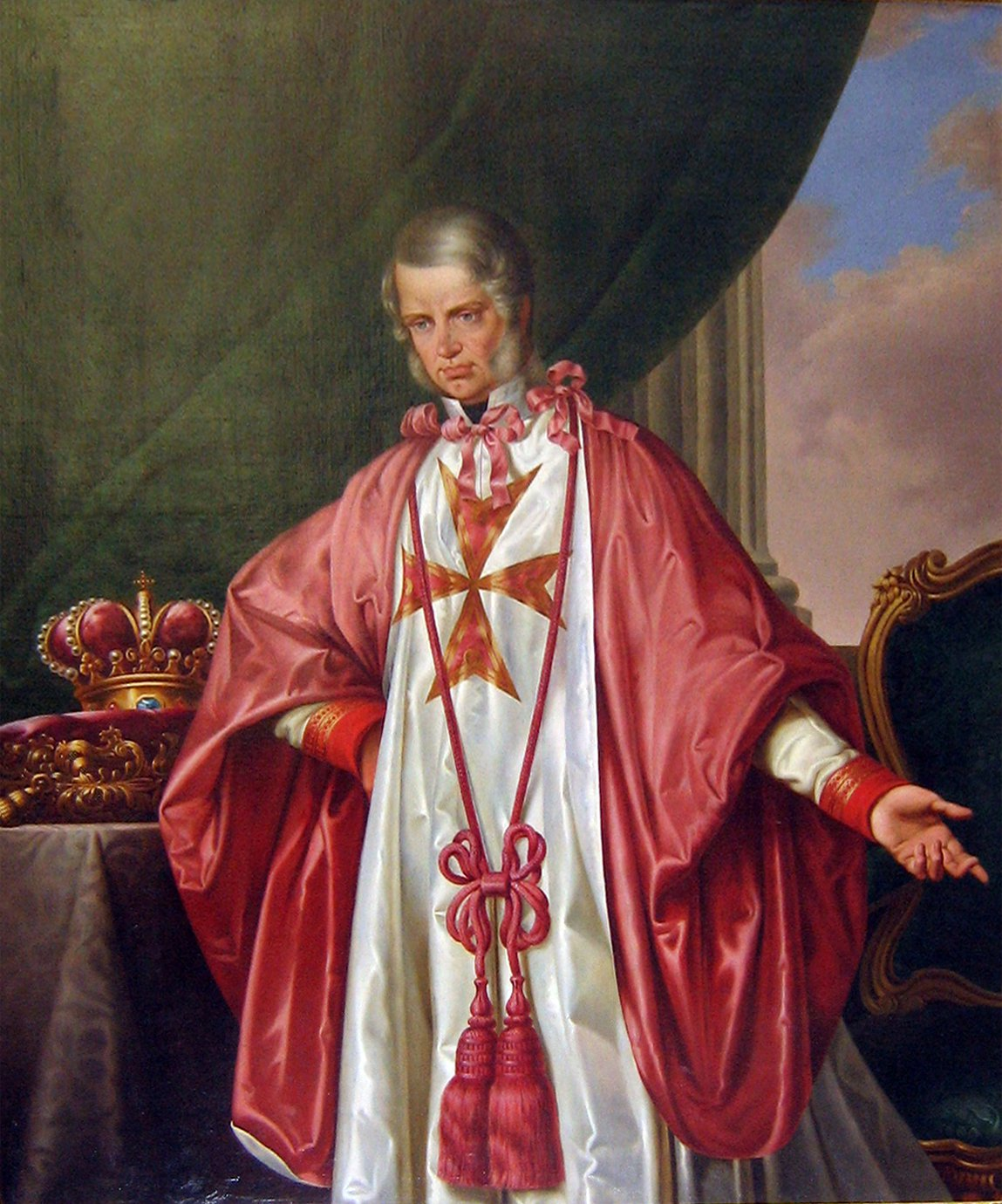
Leopold II van Toscane in de Capa Magna de Heilige en Militaire Orde van Sint-Stefanus Paus en Martelaar.
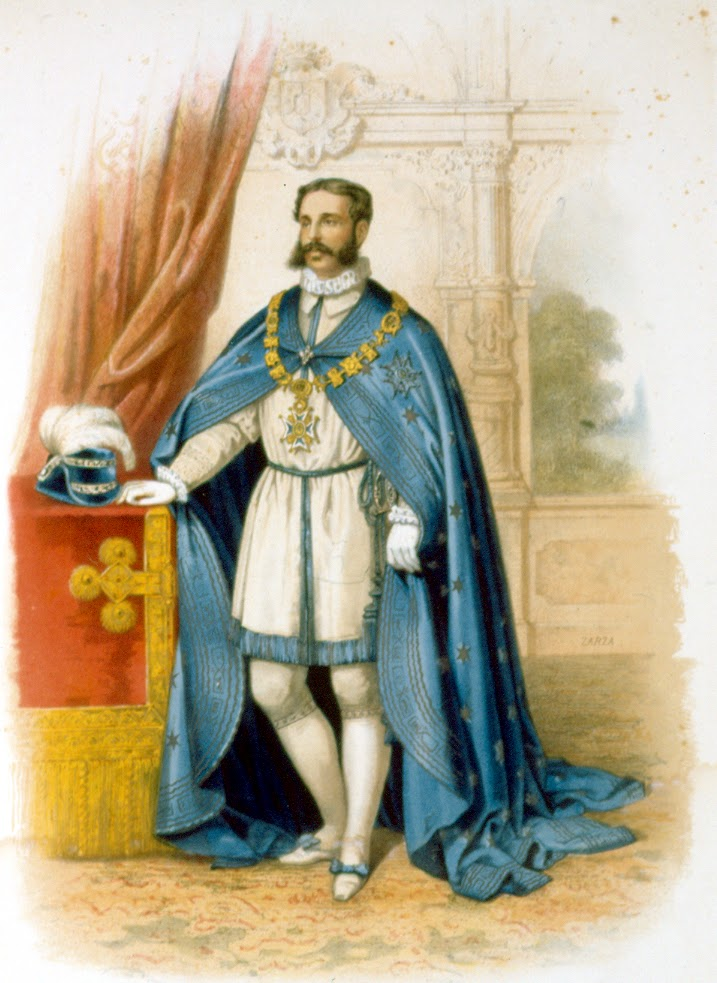
José Osorio als Ridder-Grootkruis in de Orde van Karel III.
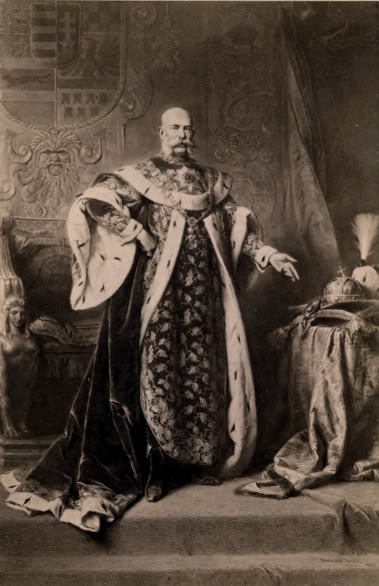
Frans Jozef I als koning van Hongarije in de mantel van de Orde van Sint-Stefanus.
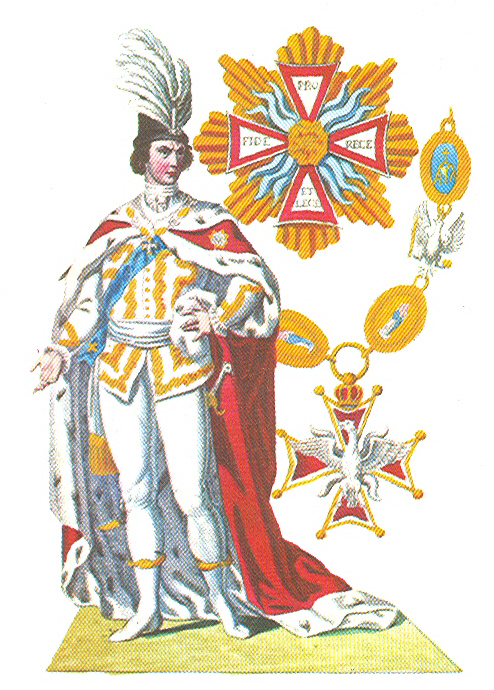
De Orde van de Witte Adelaar.
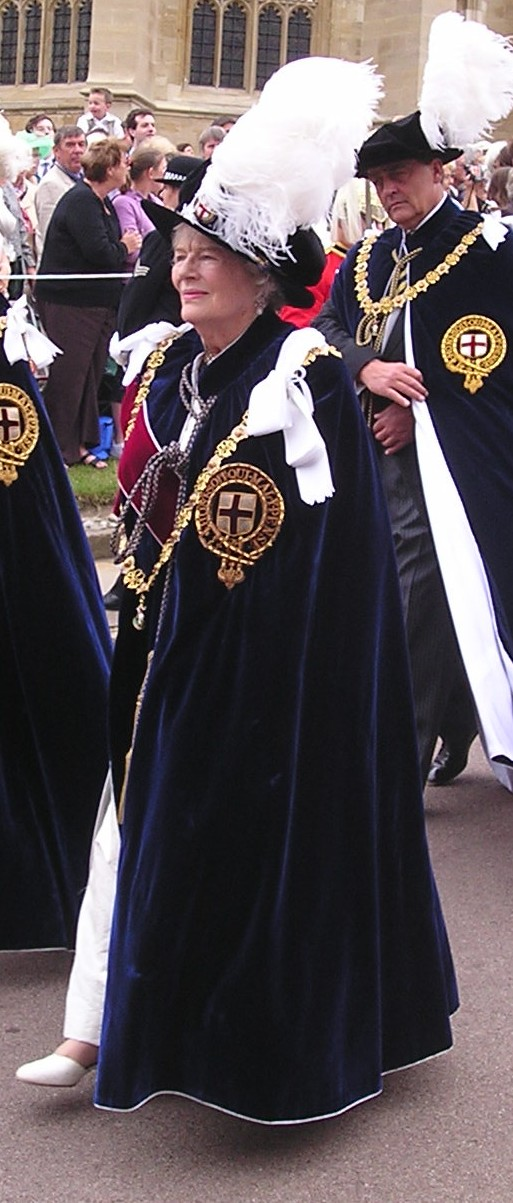
Lady Soames als Dame in de Orde van de Kousenband in 2006.
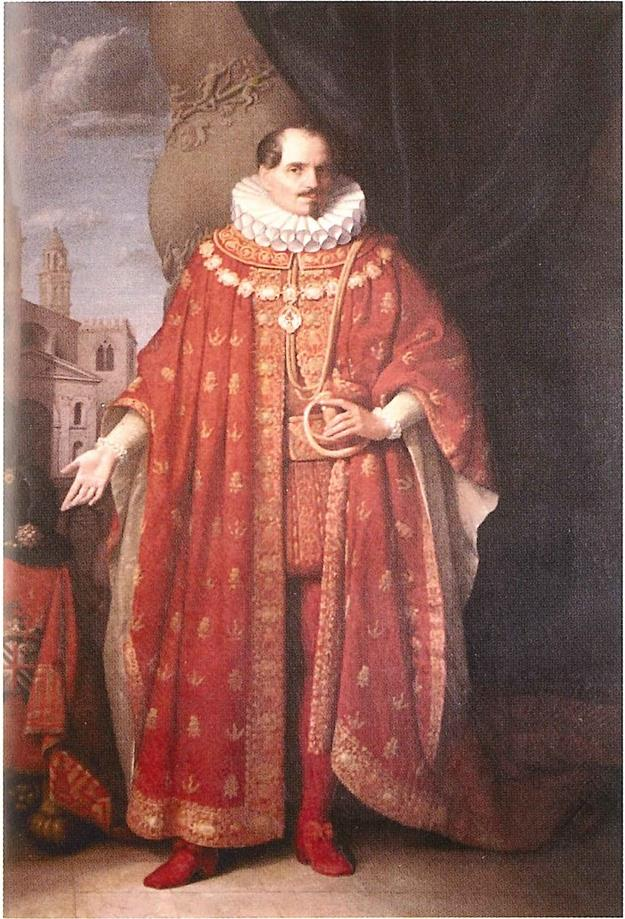
Ferdinand Cavriani in de kleding van de Orde van de Verlosser.